# Lista tomów serii Dandadan
Ten artykuł zawiera listę tomów serii Dandadan autorstwa Yukinobu Tatsu, publikowanej w magazynie internetowym „Shōnen Jump+” wydawnictwa Shūeisha od 6 kwietnia 2021. Pierwszy tom tankōbon ukazał się 4 sierpnia tego samego roku, natomiast według stanu na 4 stycznia 2025, do tej pory wydano 18 tomów.
W Polsce prawa do dystrybucji mangi nabyło wydawnictwo Studio JG, natomiast premiera pierwszego tomu miała miejsce 12 maja 2023.
| Nr | Język japoński      | Język japoński         | Język polski         | Język polski           |
| Nr | Data wydania        | ISBN                   | Data wydania         | ISBN                   |
| --- | ------------------- | ---------------------- | -------------------- | ---------------------- |
| 1 | 4 sierpnia 2021     | ISBN 978-4-08-882599-1 | 12 maja 2023         | ISBN 978-83-8257-118-9 |
| Lista rozdziałów - 001. Czyżby początek pięknej miłości? (jap. それって恋のはじまりじゃんよ Sorette koi no hajimari jan yo) - 002. Przecież to kosmita (jap. それって宇宙人じゃね Sorette uchūbito ja ne) - 003. Starcie dwóch babć (jap. ババアとババアが激突じゃんか Babā to babā ga gekitotsu jan ka) - 004. Chodźmy do łazienki (jap. トイレにいこう Toire ni ikō) - 005. Nakopmy Turbobabci! (jap. ターボババアをぶっ飛ばそう Tābo babā o buttobasō) |                     |                        |                      |                        |
| 2 | 4 października 2021 | ISBN 978-4-08-882804-6 | 24 lipca 2023        | ISBN 978-83-8257-217-9 |
| Lista rozdziałów - 006. Nie mam ochoty na kraba (jap. カニ食べたくね Kani tabetaku ne) - 007. Stukilometrowa wiedźma (jap. 100キロババアだろ Hyaku kiro babā daro) - 008. Zjedzmy skorupiaka (jap. カニ食べよう Kani tabeyō) - 009. Nie mogę cię znaleźć (jap. 会えないじゃん Aenai jan) - 010. Gdzie moje klejnoty? (jap. タマはどこじゃんよ Tama wa doko jan yo) - 011. Zgniła mandarynka (jap. 腐ったみかんじゃね Kusatta mikan ja ne) - 012. Chyba zauważył, że jest urocza (jap. かわいいって気付いたっぽい Kawaii tte kidzuita ppoi) - 013. Przybycie strasznej damy (jap. ヤベー女がきた Yabē onna ga kita) - 014. Długowłosa Akrobatka (jap. アクロバティックサラサラって長くね Akurobatikku Sarasara tte nagaku ne)                                                                       |                     |                        |                      |                        |
| 3 | 3 grudnia 2021      | ISBN 978-4-08-882854-1 | 3 października 2023  | ISBN 978-83-8257-262-9 |
| Lista rozdziałów - 015. Długowłosa Akrobatka w akcji (jap. アクサラって呼ぼう Akusara tte yobō) - 016. Historia Długowłosej Akrobatki (jap. アクさら Akusara) - 017. Lepszy świat (jap. 優しい世界へ Yasashī sekai e) - 018. Zjedzmy makaron na zimno (jap. そうめんでも食べよ Sōmen demo tabeyo) - 019. Nieznośny ciężar na sercu (jap. なんかモヤモヤするじゃんよ Nanka moyamoya suru jan yo) - 020. Znowu przyleźli (jap. また来たじゃんよ Mata kita jan yo) - 021. Chcę się ubrać (jap. 服が着たい Fuku ga kitai) - 022. Momo wciąż ma rozterki (jap. モモちゃんまだモヤモヤしてます Momo-chan mada moyamoya shitemasu) - 023. Jasne, że mi to przeszkadza (jap. 気にしてるじゃんか Ki ni shiteru jan ka)                                                                                      |                     |                        |                      |                        |
| 4 | 4 marca 2022        | ISBN 978-4-08-883046-9 | 13 grudnia 2023      | ISBN 978-83-8257-326-8 |
| Lista rozdziałów - 024. Fuzja! Serpo-Dover-Nessie! (jap. 合体！セルポドーバーデーモンネッシー！ Gattai! Serupo dōbā dēmon nesshī!) - 025. Bicie serca (jap. ドキドキじゃんよ Dokidoki jan yo) - 026. Przygarnęliśmy kappę (jap. 河童を拾いました Kappa o hiroimashita) - 027. Tajemnicze porwania bydła (jap. キャトルミューティレーションを君は見たか Kyatoru myūtirēshon o kimi wa mita ka) - 028. Nadciąga fala uczuć (jap. ラヴ波乱の予感じゃんよ Ravu haran no yokan jan yo) - 029. Pierwsza miłość (jap. 初恋の人 Hatsukoi no hito) - 030. Nie poddawaj się! (jap. あきらめるなよ！ Akirameru na yo!) - 031. Życie modelu anatomicznego (jap. 人体模型の生活 Jintai mokei no seikatsu) - 032. W drogę! Do nawiedzonego domu! (jap. 呪いの家へレッツゴー Noroi no ie e rettsu gō)             |                     |                        |                      |                        |
| 5 | 2 maja 2022         | ISBN 978-4-08-883103-9 | 5 kwietnia 2024      | ISBN 978-83-8257-398-5 |
| Lista rozdziałów - 033. Ustalmy, który z nas ją kocha (jap. どっちが好きか決めようや Dotchi ga suki ka kimeyō ya) - 034. Nadchodzi rodzina Kito (jap. 鬼頭家が来る Kitō-ka ga kuru) - 035. Gdzie jest tsuchinoko? (jap. ツチノコはどこ Tsuchinoko wa doko) - 036. Starucha z rodziny Kito (jap. 鬼頭家のババア Kitō-ka no babā) - 037. Więc to jest ten legendarny wielki wąż (jap. 大蛇伝説ってこれじゃんよ Orochi densetsu tte kore jan yo) - 038. Mongolski robak śmierci okazuje się naprawdę zabójczy (jap. モンゴリアンデスワームはやばい Mongorian desu wāmu wa yabai) - 039. Złe oko (jap. 邪視 Jashi) - 040. Umowa (jap. 契約 Keiyaku) |                     |                        |                      |                        |
| 6 | 4 sierpnia 2022     | ISBN 978-4-08-883208-1 | 17 czerwca 2024      | ISBN 978-83-8257-454-8 |
| Lista rozdziałów - 041. Genialny Jiji (jap. 天才ジジ Tensai Jiji) - 042. Wielostopniowa uczeczka! (jap. 脱出！多段式！ Dasshutsu! Tadanshiki!) - 043. Nie wybaczę ci (jap. ゆるさねえぜ Yurusa nē ze) - 044. Dom, który szpeci krajobraz (jap. 目障りな家じゃんよ Mezawari na ie jan yo) - 045. Pompa (jap. ポンプです Ponpu desu) - 046. Ugaśmy ogień (jap. 消火しよう Shōka shiyō) - 047. To już przesada (jap. やば過ぎじゃんよ Yabasugi jan yo) - 048. Kosmici wymiatają (jap. UFOすげえ Yūfō sugē) - 049. Zapieczętowanie (jap. 封印じゃんよ Fūin jan yo) |                     |                        |                      |                        |
| 7 | 4 października 2022 | ISBN 978-4-08-883270-8 | 22 sierpnia 2024     | ISBN 978-83-8257-499-9 |
| Lista rozdziałów - 050. Nośmy przy sobie ciepłą wodę (jap. みんなでお湯を持とう Minna de oyu o motō) - 051. Przenocujcie u mnie (jap. みんなでお泊まりじゃんよ Minna de otomari jan yo) - 052. Są i muzycy (jap. 囃子が来ました Hayashi ga kimashita) - 053. Zostaliśmy rodziną (jap. 家族になりました Kazoku ni narimashita) - 054. Ogarnę sobie pracę dorywczą (jap. バイトをしよう Baito o shiyō) - 055. Podmuch moe moe (jap. モエモエ気功砲 Moe moe kikōhō) - 056. Jakoś mi smutne (jap. なんかモヤモヤするじゃんよ Nanka moyamoya suru jan yo) - 057. Szkolni creepole (jap. 学校の怖いやつ Gakkō no kowai yatsu) - 058. VI symfonia Beethovena (jap. 交響曲第6番 Kōkyō kyoku dai roku-ban)                                                                                                  |                     |                        |                      |                        |
| 8 | 4 stycznia 2023     | ISBN 978-4-08-883370-5 | 25 października 2024 | ISBN 978-83-8257-554-5 |
| Lista rozdziałów - 059. IX symfonia Beethovena (jap. 交響曲第9番 Kōkyō kyoku dai kyū-ban) - 060. Powodzenia, Okarun (jap. がんばれオカルン Ganbare Okarun) - 061. Majtki złego oka (jap. 邪視のブリーフ Jashi no burīfu) - 062. Trzeba wyremontować dom (jap. 家を建て直したい Ie o tatenaoshitai) - 063. Życie ucznia (jap. 学生生活 Gakusei seikatsu) - 064. Jak mieć branie? (jap. モテる秘訣はなんだ Moteru hiketsu wa nan da) - 065. Nic nie widzę (jap. 見えないじゃんよ Mienai jan yo) - 066. Przecież to potwór (jap. 怪獣じゃんよ Kaijū jan yo) - 067. Silna ta bestia (jap. 怪獣はめちゃ強い Kaijū wa mecha tsuyoi) |                     |                        |                      |                        |
| 9 | 3 marca 2023        | ISBN 978-4-08-883414-6 | 20 grudnia 2024      | ISBN 978-83-8257-614-6 |
| Lista rozdziałów - 068. Wyobraźnia Kinty (jap. 金太のイメージ Kinta no imēji) - 069. Starcie! Kosmita kontra wielki mech! (jap. 激突！宇宙怪獣対巨大ロボ！ Gekitotsu! Uchū kaijū tai kyodai robo!) - 070. Tak się pokonuje potwora (jap. 怪獣の倒し方はこれじゃんよ Kaijū no taoshikata wa kore jan yo) - 071. Mam dość potworów i mechów (jap. ロボットも怪獣もこりごりだ Robotto mo kaijū mo korigori da) - 072. Niech ktoś to przetłumaczy (jap. だれか翻訳してくれ Dareka honyaku shitekure) - 073. Zjedzmy takoyaki (jap. タコヤキを食べよう Takoyaki o tabeyō) - 074. Chodźmy do szkoły (jap. 学校へ行こう Gakkō e ikō) - 075. Natknęliśmy się na kogoś strasznego (jap. やべえ奴に遭遇しました Yabē yatsu ni sōgū shimashita) - 076. Co z nią zrobimy? (jap. どーするこいつ Dō suru koitsu) |                     |                        |                      |                        |
| 10 | 2 maja 2023         | ISBN 978-4-08-883503-7 | 27 lutego 2025       | ISBN 978-83-8257-660-3 |
| Lista rozdziałów - 077. Wrzód na tyłku (jap. めんどくせえ奴 Mendokusē yatsu) - 078. Noc z przyspieszonym biciem serca (jap. ときめきナイトじゃんよ Tokimeki Naito jan yo) - 079. Kim ona właściwie jest? (jap. こいつは一体何者なんだよ Koitsu wa ittai nanimono nanda yo) - 080. Natknęliśmy się na kogoś strasznego (cz. 2) (jap. やべえやつらに遭遇しました2 Yabē yatsura ni sōgū shimashita 2) - 081. Co zrobić z tymi niebezpiecznymi typkami? (jap. どうしようやべえやつら Dō shiyō yabē yatsura) - 082. Najgroźniejszy ze wszystkich (jap. 一番やべえやつ Ichiban yabē yatsu) - 083. W pracy (jap. バイト中 Baito-chū) - 084. Wnerwiający goście (jap. ムカツクやつら Mukatsuku yatsura) - 085. Siła Nessie (jap. ネッシーの力 Nesshī no chikara)                                           |                     |                        |                      |                        |
| 11 | 4 sierpnia 2023     | ISBN 978-4-08-883599-0 | —                    |                        |
| Lista rozdziałów - 086. Chcę już do domu (jap. 早く帰りたいじゃんよ Hayaku kaeritai jan yo) - 087. Bezsenna noc w mangowej kawiarence (jap. マンガ喫茶は眠れない Manga kissa wa nemurenai) - 088. Szpieg (jap. スパイ Supai) - 089. Kłótnia (jap. ケンカ Kenka) - 090. I co teraz? (jap. どーするかねえ Dō suru ka nē) - 091. Start! Droga do kontrataku! (jap. 始動！逆襲への道！ Shidō! Gyakushū e no michi!) - 092. Nie mogę zasnąć (jap. 寝てられないじゃんよ Neterarenai jan yo) - 093. Doświadczenie projekcji astralnej (jap. 幽体離脱の冒険 Asutoraru Bodi no bōken) |                     |                        |                      |                        |
| 12 | 4 grudnia 2023      | ISBN 978-4-08-883726-0 | —                    |                        |
| Lista rozdziałów - 094. Jak mam wrócić do swojego ciała? (jap. 体の戻り方教えてください Karada no modorikata oshiete kudasai) - 095. Dzień decydującego starcia (jap. 決戦の日 Kessen no hi) - 096. Motywacja (jap. やる気 Yaruki) - 097. I co z tą nazwą? (jap. どーする名前 Dō suru namae) - 098. I co z tym dbaniem o urodę? (jap. どーする美容 Dō suru biyō) - 099. Moja kolej (jap. おれのターン Ore no Tān) - 100. Trzeba zamknąć portal (jap. ゲートを閉じろ Gēto o tojiro) - 101. Vamola (jap. バモラ Bamora) - 102. Vamola (cz. 2) (jap. バモラ2 Bamora 2) |                     |                        |                      |                        |
| 13 | 4 stycznia 2024     | ISBN 978-4-08-883841-0 | —                    |                        |
| Lista rozdziałów - 103. Bamora 3 (jap. バモラ3) - 104. Bamora 4 (jap. バモラ4) - 105. Banga (jap. バンガ) - 106. Bamora no Riyū (jap. バモラの理由) - 107. Takoyaki Kettei jan yo (jap. タコ焼き決定じゃんよ) - 108. Kettobashite Yaruwai (jap. 蹴っ飛ばしてやるわい) - 109. Shako no Keisan (jap. シャコの計算) - 110. Yabai Chikara (jap. やばい力) - 111. Atsumattekichatta (jap. 集まってきちゃった) |                     |                        |                      |                        |
| 14 | 4 kwietnia 2024     | ISBN 978-4-08-883897-7 | —                    |                        |
| Lista rozdziałów - 112. Kyō wa kayōbi (jap. 今日は火曜日) - 113. Buchikowase (jap. ブチ壊せ) - 114. Shibutoi Yarō (jap. しぶとい野郎) - 115. Kinta no deban jan yo (jap. 金太の出番じゃんよ) - 116. Unare gurēto Kinta (jap. 唸れグレートキンタ) - 117. Ichinan satte mata ichinan (jap. 一難去ってまた一難) - 118. Kashima Reiko no chikara (jap. カシマレイコの力) - 119. Ano Tegami (jap. あの手紙) - 120. Kashima Reiko no otomegokoro (jap. カシマレイコの乙女心) |                     |                        |                      |                        |
| 15 | 4 lipca 2024        | ISBN 978-4-08-884054-3 | —                    |                        |
| Lista rozdziałów - 121. Koitsu wa dare da (jap. こいつは誰だ) - 122. Bukatsu o tsukurō (jap. 部活を作ろう) - 123. Iinchō no himitsu (jap. 委員長の秘密) - 124. Onbusuman (jap. オンブスマン) - 125. Oharai shiyō ze (jap. おはらいしようぜ) - 126. Dashi da matsuri da Ninomiya da (jap. 山車だ祭りだ二宮だ) - 127. Hikkawase (jap. ひっかわせ) - 128. Aidoru yarō ze (jap. アイドルやろうぜ) - 129. Kawabanga (jap. カワバンガ) |                     |                        |                      |                        |
| 16 | 4 października 2024 | ISBN 978-4-08-884227-1 | —                    |                        |
| Lista rozdziałów - 130. Supai daisakusen (jap. スパイ大作戦) - 131. Puraido jan yo (jap. プライドじゃんよ) - 132. Yankī undōkai (jap. ヤンキー運動会) - 133. Zuma wa doko da? (jap. ズマはどこだ？) - 134. Yabē jubutsu (jap. やべえ呪物) - 135. Haitchatta jan yo (jap. 入っちゃったじゃんよ) - 136. Kore bōdo gēmu jan yo (jap. これボードゲームじゃんよ) - 137. Zuma tte yatsu (jap. ズマってやつ) - 138. Gēmu sutāto (jap. ゲームスタート) |                     |                        |                      |                        |
| 17 | 1 listopada 2024    | ISBN 978-4-08-884259-2 | —                    |                        |
| Lista rozdziałów - 139. Kēki kuwasero ya (jap. ケーキ食わせろや) - 140. Nōryoku no tsukaikata (jap. 能力の使い方) - 141. Okashi kuisugi jan yo (jap. お菓子食い過ぎじゃんよ) - 142. Amai mono wa mō ii ze (jap. 甘いものはもういいぜ) - 143. Kyūkei shiyō ze (jap. 休憩しようぜ) - 144. Bōken shiyō ze (jap. 冒険しようぜ) - 145. Kōjō-sen kaimaku (jap. 攻城戦開幕) - 146. Kōjō-sen wa muzukashii (jap. 攻城戦は難しい) - 147. Dai rantō jan yo (jap. 大乱闘じゃんよ) |                     |                        |                      |                        |
| 18 | 4 stycznia 2025     | ISBN 978-4-08-884340-7 | —                    |                        |
| Lista rozdziałów - 148. Gēmu kuria (jap. ゲームクリア) - 149. Akuma no meruhen karuta (jap. 悪魔のメルヘンカルタ) - 150. Yakkai na yatsu (jap. 厄介なやつ) - 151. Kintama o torimodose (jap. 金玉を取り戻せ) - 152. Tābo babā tai Anbure bōi (jap. ターボババアVSアンブレボーイ) - 153. Zuma Unji (jap. 頭間雲児) - 154. Zuma Unji 2 (jap. 頭間雲児2) - 155. Zuma Unji 3 (jap. 頭間雲児3) - 156. Anbure bōi (jap. アンブレボーイ) |                     |                        |                      |                        |